# DDR von unten
DDR von unten (manchmal auch eNDe beziehungsweise DDR von unten/eNDe) ist eine Split-LP der beiden DDR-Punkbands Zwitschermaschine und Schleim-Keim. Das Album gelangte auf konspirativem Wege aus der DDR nach West-Berlin. Das 1983 vom Independent-Label Aggressive Rockproduktionen verlegte Album gilt als das erste Punkalbum der DDR, erschien jedoch offiziell nur im Westen. Jahrelang war es die einzige Veröffentlichung dieser Art. Die Entstehung des Albums beschäftigte das Ministerium für Staatssicherheit über mehrere Jahre, wobei die Repressionen fast ausschließlich die Band Schleim-Keim betrafen. Zwei Inoffizielle Mitarbeiter (IM) waren an der Entstehung beteiligt, unter anderem der damals sehr geschätzte alternative Schriftsteller Sascha Anderson.

## Entstehungsgeschichte
Dimitri Hegemann vom Westberliner Stadtmagazin tip hatte die Band Rosa Extra auf einer Party 1982 in Ost-Berlin kennengelernt. Überrascht davon, dass es eine Art Gegenkultur in der DDR gab, wuchs in ihm die Idee einer Plattenproduktion im Westen. So besuchte er Karl-Ulrich Walterbach von Aggressive Rockproduktionen und konnte ihn von der Idee überzeugen. Hegemann hatte eine Einreiseerlaubnis nach Ost-Berlin und konnte so den Entstehungsprozess des Albums verfolgen. Da Rosa Extra das Projekt aber nicht alleine bewerkstelligen konnte und auf Hilfe angewiesen war, wandte sich die Gruppe an Sascha Anderson. Der freie Schriftsteller verfügte über zahlreiche Kontakte zu intellektuellen und künstlerischen Kreisen, die sich gegen das DDR-Regime auflehnten. Seine eigene Band Zwitschermaschine wurde schließlich die zweite Gruppe, die sich an dem Album, das nun als Split-Veröffentlichung geplant war, beteiligen sollte. Sascha Anderson verfasste außerdem ein Essay, das den Zeitgeist des DDR-Undergrounds widerspiegeln sollte und von seiner Gruppe handelte. Das Essay wurde später im Inlay veröffentlicht. Sören „Egon“ Naumann wurde in den Plan miteinbezogen. Der Fahrer und Techniker kannte sich mit den Aufnahmetechniken aus und erklärte sich bereit, die Lieder zu produzieren. Man beschloss, eine weitere Band zu verpflichten, und baute daher Kontakte zu Dieter „Otze“ Ehrlich von Schleim-Keim auf. Die im Gegensatz zu Zwitschermaschine und Rosa Extra eher wütend-aggressive Band sollte als Ergänzung zum eher künstlerischen Stil der beiden Bands mit aufgenommen werden.
Anfang 1983 fand Anderson ein Heimstudio in Hermsdorf bei Dresden, in dem die Lieder aufgenommen werden konnten. Andeck Baumgärtel, Bluesmusiker bei der Gruppe Mustang, hatte sich zu Hause im Erdgeschoss ein Privatstudio aufgebaut. Auch ein Schlagzeug der tschechischen Marke „Amati“ war vorhanden. Die Studiotechnik war nicht optimal und auch nicht auf dem neuesten Stand. Insbesondere das Mischpult von Vermona funktionierte nicht richtig, und auch die Plastikmikrofone zur Schlagzeugabnahme fielen öfter aus. Lediglich das Gesangsmikro von RFT war auf dem neuesten Stand. Mitgeschnitten wurde auf Teslabandmaschinen mit Magnetbändern von ORWO. Die Aufnahmen fanden an einem Januarwochenende 1983 statt.

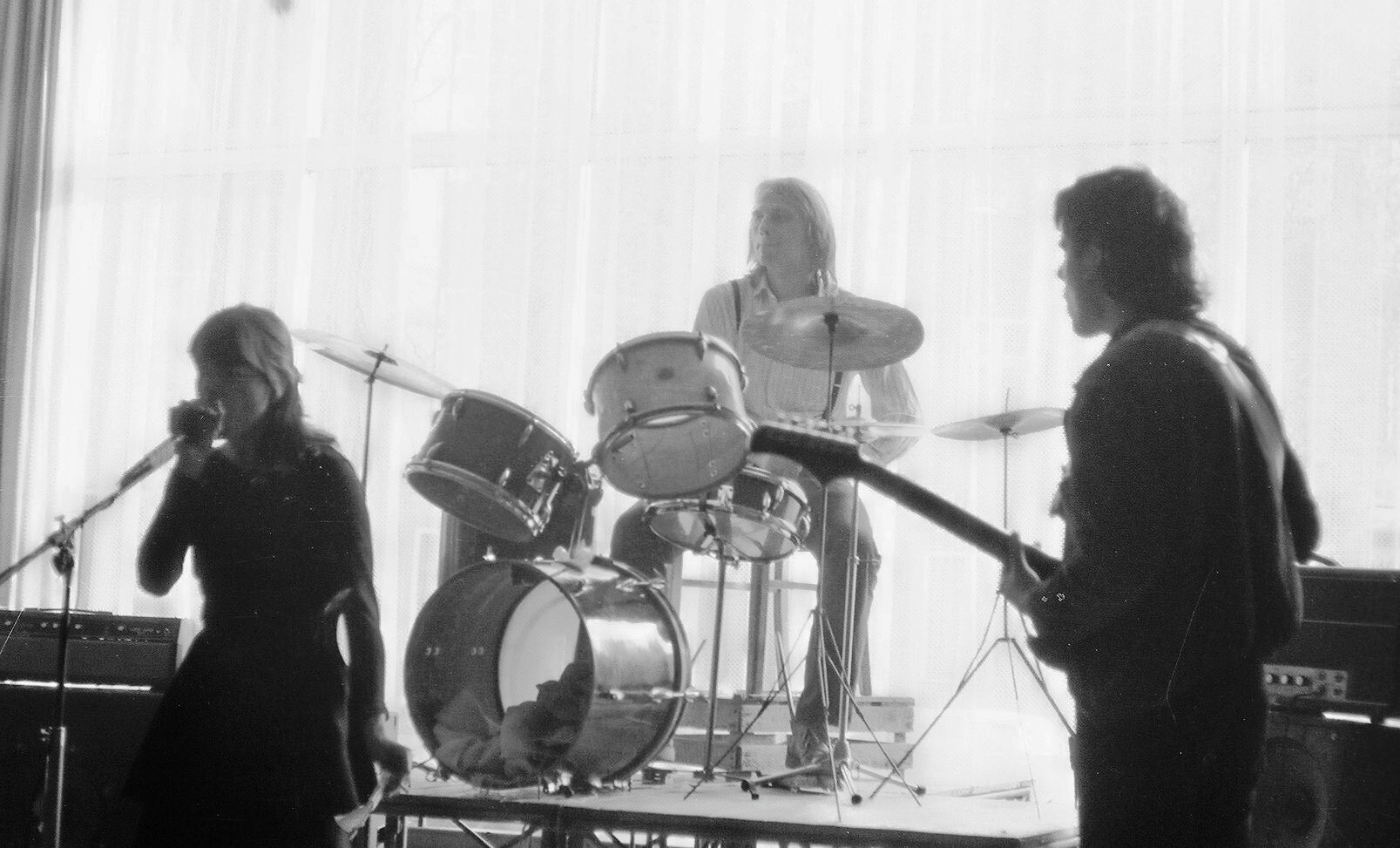
Zwitschermaschine: Cornelia Schleime, Ralf Kerbach und Wolfgang Grossmann

Die erste Aufnahmesession bestritten Rosa Extra, die einen echten Casio-Synthesizer mitbrachten – damals eine Seltenheit in der DDR. Die komplette Probe wurde aufgezeichnet und zur späteren Verwendung archiviert. Schleim-Keim, die im Gegensatz zu den anderen beiden Bands in einer für den Punk üblichen Besetzung (Gitarre, Bass, Schlagzeug) waren, kamen am nächsten Tag. Sie spielten einen schnellen und auch simplen Punkstil, der vor allem auf Härte setzte. Schlagzeug und Gesang wurde von Dieter Ehrlich eingespielt, an der Gitarre war sein Bruder Klaus, und den Bass übernahm Andreas Deubach. Als letztes spielten Zwitschermaschine ihre Lieder ein. Die Besetzung war Sascha Anderson, Cornelia Schleime und Michael Rom am Mikrofon, Lothar Fiedler an der Gitarre, Matthias Zeidler am Bass und Wolfgang Grossmann am Schlagzeug. Volker Palma spielte Violine und Posaune.
Kurz nach Beendigung der Aufnahmen wurde Günther Spalda von Rosa Extra vom Ministerium für Staatssicherheit (MfS) aufgesucht. Dies war kein Zufall, hatte das Ministerium doch durch die Inoffiziellen Mitarbeiter (IMs) Sascha Anderson und Sören Naumann von der Produktion der Platte erfahren. Das MfS bedrohte die Gruppe mit fünf bis zehn Jahren Haft, falls sie nicht das Band mit ihren Aufnahmen ablieferten. Die Gruppe, an der auch die freien Schriftsteller Bert Papenfuß-Gorek und Stefan Döring beteiligt waren, versuchte zu der Zeit, die staatliche Einstufung zu erlangen. Die einzige Möglichkeit in der DDR, als Berufsmusiker anerkannt zu werden, Tonträger einzuspielen und offizielle Auftritte zu absolvieren, war diese Einstufung durch ein Gremium aus Funktionären der SED, Musikjournalisten, Musikwissenschaftlern und prominenten Musikern. Nach längerer Beratung entschlossen sich die Mitglieder deshalb, das Masterband dem MfS zu übergeben. Die Einstufung erreichte die Band später unter dem Namen Hard Pop.
Durch diese neuen Entwicklungen bekamen Schleim-Keim statt einer halben eine ganze LP-Seite zugesprochen. Schleim-Keim suchten sich einen Decknamen aus, damit die Aufnahmen ihnen nicht zugeordnet werden konnten. Zumindest das „SK“ als Abkürzung sollte stehenbleiben, so dass man sich nach „Salz-Kartoffel“ auf „Sau-Kerle“ einigte.
Die beiden verbliebenen Masterbänder wurden zu Günther Fischer, einem bekannten Komponisten, für den Anderson einige Texte geschrieben hatte, gebracht. Dieser überspielte die Aufnahmen von den ORWO- auf hochwertigere Magnetbänder, da die Qualität in der Bundesrepublik als veraltet galt. Durch Andersons Kontakte zu Diplomaten aus West-Berlin gelangten die Aufnahmen schließlich auf die andere Seite der Mauer. In West-Berlin wurde das Band an Ralf Kerbach, ehemaliges Mitglied von Zwitschermaschine und mittlerweile Staatsbürger der Bundesrepublik Deutschland, übergeben. Bis heute ist ungeklärt, ob Kerbach eine zusätzliche Gitarrenspur über die Aufnahmen seiner ehemaligen Band legte oder nicht. Die Aufnahmen wurden anschließend Karl-Ulrich Walterbach übergeben, der sich dann um die Veröffentlichung kümmerte.

## Veröffentlichung
| A-Seite (Zwitschermaschine) | B-Seite (Sau-Kerle) |
| --- | --- |
| 1. Jeder Satellit hat einen Killersatelliten 2. Alles oder nichts und noch viel mehr 3. Geh über’n Fluß 4. Willst du mein Killersatellit sein? 5. Geh über die Grenze | 1. Alles ist rot 2. Scheiß Norm 3. Untergrund ist Strategie 4. Spione im Café 5. Ende 6. Haushaltsgeräte 7. Frankreich |

Die Platte erschien 1983 unter der Seriennummer AG 0019 als LP. Die Erstauflage betrug je nach Quelle zwischen 1.500 und 4.000 Exemplaren.
Der Titel der LP lautete DDR von unten, manchmal wird auch eNDe assoziiert, da sich diese Aufschrift sowohl auf dem Front- als auch auf dem Backcover befindet. Es gab auch Spekulationen, dass der Schriftzug eNDe Assoziationen zur Abkürzung ND für Neues Deutschland, die Parteizeitung der SED, knüpfen sollte. Dies wird allerdings von Teilen der Bandmitglieder bestritten. Vielmehr sollte diese Veröffentlichung den Schlusspunkt von Zwitschermaschine markieren. Sicher ist allerdings, dass Sascha Anderson das Akrostichon bereits seit 1982 in diversen Gedichten verwendet hatte. Er bestätigte außerdem in seiner Biografie die erstere Deutung.
Die Schallplatte wurde nie in der DDR veröffentlicht. Nur wenige Exemplare gelangten in die DDR. Sascha Anderson konnte drei Exemplare in der Toilette eines Zuges verstecken und so einschmuggeln. Dieter Ehrlich hatte seine Schallplatte wohl aus dem Besitz von Anderson. Dieser soll ihm angeblich auch im Vorfeld Geld für die Produktion versprochen und vorenthalten haben, so dass Ehrlich bei ihm einbrach und neben der Platte 120 West-Mark stahl. Bei seiner Verhaftung versteckte seine Mutter die Schallplatte vor dem Zugriff des MfS. Die Schallplatte kursierte in der DDR als Kassette, wobei auch hier Zwitschermaschine die A-Seite und Schleim-Keim die B-Seite einnahmen.

## Wiederveröffentlichung
| Originalveröffentlichung 1983                                                                                          | Version von Höhnie-Records 2000                                                                    |
| --- | -------------------------------------------------------------------------------------------------- |
| 1. Alles ist rot 2. Scheiß Norm 3. Untergrund ist Strategie 4. Spione im Café 5. Ende 6. Haushaltsgeräte 7. Frankreich | 1. Sieh dort 2. Norm 3. Untergrund & Anarchie 4. Faustrecht 5. Spione im Café 6. Ende 7. Karnickel |

Die Schallplatte wurde nie in ihrer Gesamtheit wiederveröffentlicht. Eine CD-Version existiert daher nicht. Teile der Aufnahmen verwendete Sascha Anderson für eine weitere Split-Veröffentlichung mit dessen Gruppe „Fabrik“ unter dem Titel Alles Geld der Welt kostet Geld (1998) im CD-Format. Die Schleime-Komposition geh übern fluß wurde außerdem der Kompilation zum Buch Spannung. Leistung. Widerstand. Magnetbanduntergrund DDR 1979–1990. beigefügt.
Die Lieder der Schleim-Keim-Seite wurden in diversen unterschiedlichen Versionen auf den späteren Tonträgern der Gruppe veröffentlicht. Dabei wurde Frankreich unter dem Titel Faustrecht neu eingespielt und aus Haushaltsgeräte wurde Karnickel. Lediglich die beiden Titel Ende und Alles ist rot bleiben exklusiv der DDR von unten vorbehalten. Im Rahmen der Wiederveröffentlichung diverser Aufnahmen von Schleim-Keim auf Höhnie Records wurde deren Seite als limitierte EP der Vinyl-Version des Albums Nichts Gewonnen Nichts Verloren Vol. 1 – Die Stotterheim-Tapes 1984–87 (2000) beigefügt. Die Titel wurden in eine andere Reihenfolge gebracht, außerdem firmierten sie nun unter den späteren Liednamen.

## Covergestaltung
Das Frontcover ist Teil von Kerbachs Totenreklame-Zyklus, einer Bilderreihe, die er für den Gedichtband totenreklame, eine Reise von Sascha Anderson benutzt hatte. Das Bild, das wie die anderen Illustrationen dieses Zyklus während einer 7.000 km langen Reise durch die DDR entstand, wurde jedoch in der Gedichtsammlung nicht veröffentlicht. Das Cover zeigt eine anthropomorphe Tierfigur, die mit einem schlüsselförmigen Gegenstand auf einen unförmigen, rechteckigen Gegenstand einschlägt. Als Hintergrund wurde eine Haushaltsbuchseite gewählt. Der Hintergrund ist grau, in einem diagonal angeordneten weißen Feld steht groß DDR von unten mit dem Untertitel Schallplatte mit 2 Gruppen und Textbeilage. Unter dem Bild steht eNDe. Die Rückseite wurde von Cornelia Schleime illustriert. Dort ist die Zeichnung eines weiblichen Oberkörpers und Kopfes zu sehen. Daneben befinden sich mehrere nicht genau erkennbare Gegenstände, in Regalform angeordnet. In Stil der Zeichnung orientierte sich Schleime an Kerbachs Stil. Der Hintergrund ist der gleiche, auch die Unterschrift eNDe befindet sich an gleicher Stelle. Im Beiheft auf Seite 2 findet sich ein Essay von Anderson unter der Überschrift Von einem Beteiligten, mit dem Anderson in Kleinschreibung seine Gedanken zur Bandgeschichte zu Papier brachte. Eine weitere Seite enthält eine Stellungnahme von Karl-Ulrich Walterbach zur Beschlagnahme der ersten Slime-LP wegen der Lieder Deutschland muß sterben und Bullenschweine. Die Seiten 1 und 4 enthalten einige Liedtexte der beiden Gruppen in Handschrift auf Fetzen herausgerissener Schreibblockseiten.

## Musikstil und Texte

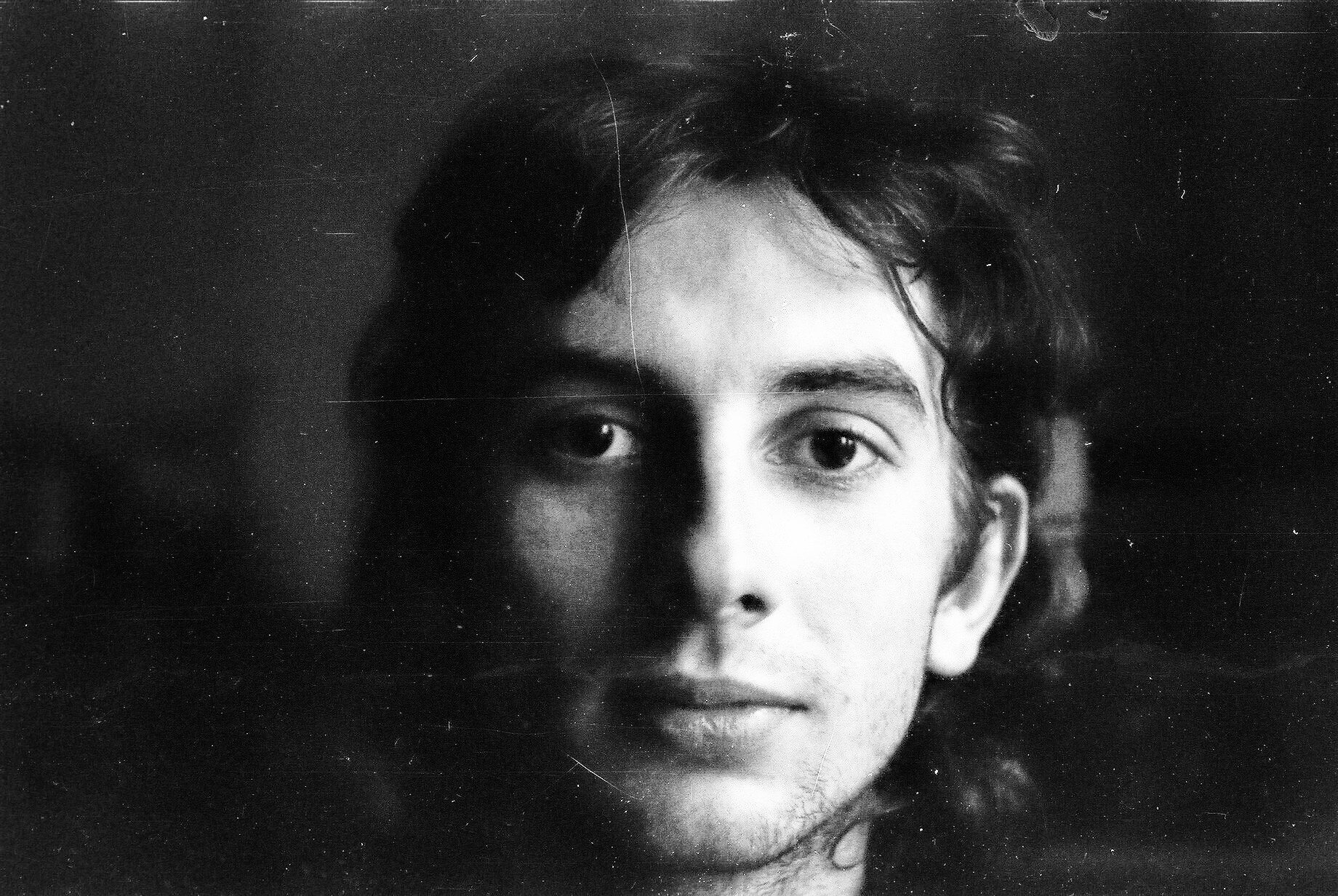
Michael Rom, einer der Sänger von Zwitschermaschine

Zwitschermaschine war zur Zeit der Aufnahme bereits in Auflösung begriffen. Nach dem Weggang von Ralf Kerbach hatte Sascha Anderson die Führung in der Gruppe übernommen, und so muteten die Stücke wie ein Alleingang von ihm an. Vier der fünf Texte stammen von ihm, nur beim Arrangement wurden Teile aus der Ursprungsbesetzung Kerbach, Schleime und Rom übernommen. Das Lied Alles oder nichts stammt von einer Session der Band im Sommer 1982 im Theater der Jungen Generation Dresden mit Kerbach an der Gitarre. Jeder Satellit hat einen Killersatelliten war, genau wie Geh über die Grenze, bereits 1982 in Gedichtform in Sascha Andersons gleichnamiger Sammlung mit Illustrationen von Ralf Kerbach veröffentlicht worden. Musikalisch sind die Stücke stark disharmonisch ausgeprägt, mit einem schnellen Wechsel zwischen ruhigen und wütenden Passagen. Die Posaunen- und Violineneinsätze Volker Palmas sind spartanisch und – wie auch der Rest der Musik – größtenteils ohne festen Rhythmus. Anleihen aus dem Jazz wurden übernommen und gaben der Musik einen für den Art-Punk typischen Klang. Die Texte werden von den drei Sängern als Sprechgesang vorgetragen. Vom Stil her erinnert die Musik an Anfänge von Post-Industrial-Bands wie Einstürzende Neubauten sowie Punk- und No-Wave-Interpreten wie Patti Smith und Lydia Lunch. Inspiration war zudem die Musik der Stranglers, aber auch von  Krautrock-Bands wie Can.

„Die Aufnahmen der fertigen LP stellen eher eine Solopräsentation Andersonscher Lyrismen dar. So hatten wir nicht angefangen, aber dahin waren wir gekommen. Das war kein Punk mehr, das waren die überschäumenden Absonderungen eines Selbstdarstellers.“

Sascha Anderson bezeichnet dagegen die Zusammenarbeit in einem späteren Interview als „gleichberechtigt“. Die lyrischen Texte behandeln Themen wie Grenzen (Geh über die Grenze, Geh über’n Fluß) und Konsum (Alles oder nichts und noch viel mehr). Das Motiv des Satelliten taucht zweimal auf.
Dem gegenüber steht die B-Seite des Albums. Schleim-Keim, beziehungsweise Sau-Kerle, spielen typischen Drei-Akkorde-Punk, der vor allem auf Geschwindigkeit und Härte setzt. Die Texte stammen größtenteils von Dieter Ehrlich, während die Musik gemeinschaftlich verfasst wurde. Dieter Ehrlichs Gesang ist dunkel und wütend, „mit thüringischem Einschlag“. Die Texte wurden größtenteils um den Refrain aufgebaut, einzelne Strophen mehrmals wiederholt. Im Gegensatz zu den später veröffentlichten Versionen auf CD und LP sind die Lieder durch die schlechte Produktion wesentlich härter. Die Texte sind stellenweise kaum zu verstehen. Lieder wie Untergrund ist Strategie, Scheiß Norm und Alles ist rot sind wenig subtil, sondern in hohem Maße subversiv und gesellschaftskritisch. Scheiß Norm handelt vom Zwang zur Konformität in der DDR, während Untergrund ist Strategie als Lösungsvorschlag den anarchistischen Untergrundkampf anbietet. Ende, das als einziges Lied beim Ministerium für Staatssicherheit durchfiel, greift die Scheinheiligkeit im Osten an. Haushaltsgeräte ist dagegen eher ein Spaßlied, bei dem sich das lyrische Ich vorstellt, ein Karnickel zu sein. Spione im Café handelt von der „Alltags-Paranoia“, die in der DDR weit verbreitet war. Frankreich (eigentlich: Faustrecht) beschreibt wenig verklausuliert die allgegenwärtige Polizeigewalt und die Willkürlichkeit von Festnahmen in der DDR („Die Bullen fangen dich von der Straße weg, denn denn denn du bist nur Dreck (…) Sie schlagen dir in die Schnauze rein, für die bist du nur ein mieses Schwein (…) Sie machen mit dir, was sie wollen (…) Mit dem Arsch aus der Koje holen“.)

## Nachspiel
Bereits nach Abschluss der Aufnahmen wurden die Mitglieder von Schleim-Keim von der Staatssicherheit beobachtet und überwacht. Am 28. Januar 1983 wurden die Mitglieder für „abgängig“ erklärt. Nach einer etwa zweimonatigen Observation, Gesprächen mit den Eltern und den Vorgesetzten von Klaus Ehrlich und Deubach (Dieter Ehrlich war zu diesem Zeitpunkt arbeitslos) wurden am 29. März 1983 alle drei Mitglieder in Untersuchungshaft genommen. Während Deubach und Klaus Ehrlich nach wenigen Tagen freikamen, verblieb Dieter Ehrlich vier Wochen in Haft, davon zwei in Einzelhaft. Insbesondere der Text zu „Ende“ („Ich schäme mich schon lange nicht mehr für meine Heimat, die DDR (…) Bin damit durch / Karriereristen und Faschisten und nur falsche Kommunisten“) erregte die Aufmerksamkeit des Staatssicherheitsdienstes. Die restlichen Liedtexte wurden beschrieben als zum Teil

„sehr primitiv gestaltete Entäußerungen einer pessimistischen Lebenshaltung mit anarchistischen Zügen, allgemeiner Unzufriedenheit und einer grundsätzlichen Opposition gegenüber der staatlichen Ordnung.“

Man nahm die Äußerungen der Gruppe nicht ernst genug, insbesondere da aus der Sicht des MfS, „primitive Persönlichkeiten“ am Werk waren. Ehrlich gab nach eigenen Aussagen während der Verhöre an, die Texte würden sich auf die gesellschaftlichen Verhältnisse in Südafrika beziehen. Die Vernehmungsbeamten hätten ihn daher „nicht festnageln können“. Dennoch blieb der Strafbestand des §219 Strafgesetzbuch (Ungesetzliche Verbindungsaufnahme) erhalten. Ehrlich wurde durch Einzelhaft und Ankündigung einer hohen Strafe einen Monat lang unter Druck gesetzt, danach aber straffrei entlassen und seiner Mutter übergeben. Er erhielt alle beschlagnahmten Gegenstände zurück, wurde aber gleichzeitig als „Inoffizieller Kriminalpolizeilicher Mitarbeiter für operative Aufgaben“ (IKMO) unter dem Decknamen „Richard“ geführt. Anderthalb Jahre währte diese Tätigkeit: Gegen geringe Geldbeträge und Zigaretten berichtete Ehrlich über die Punkbewegung, die gerade vom MfS beobachtet wurde. Bis zum Ende der DDR wurde Ehrlich immer wieder für kurze Zeiträume verhaftet. Dimitri Hegemann, der den Stein für die Platte ins Rollen brachte, erhielt ein Einreiseverbot in die DDR und durfte eine Zeitlang nicht einmal die Transitstrecke nach Westdeutschland befahren.
Während die gesamten staatlichen Repressionen ausschließlich Schleim-Keim betrafen, blieb Zwitschermaschine komplett verschont, weil das MfS eine Enttarnung ihres IM Anderson befürchtete. Sascha Andersons Spitzeldienste wurden erst nach der Wende der breiten Öffentlichkeit bekannt. Von Wolf Biermann erhielt er in dessen Büchnerpreis-Rede 1991 den Spitznamen „Schwätzer Sascha Arschloch“, der danach auch in der Öffentlichkeit kursierte.

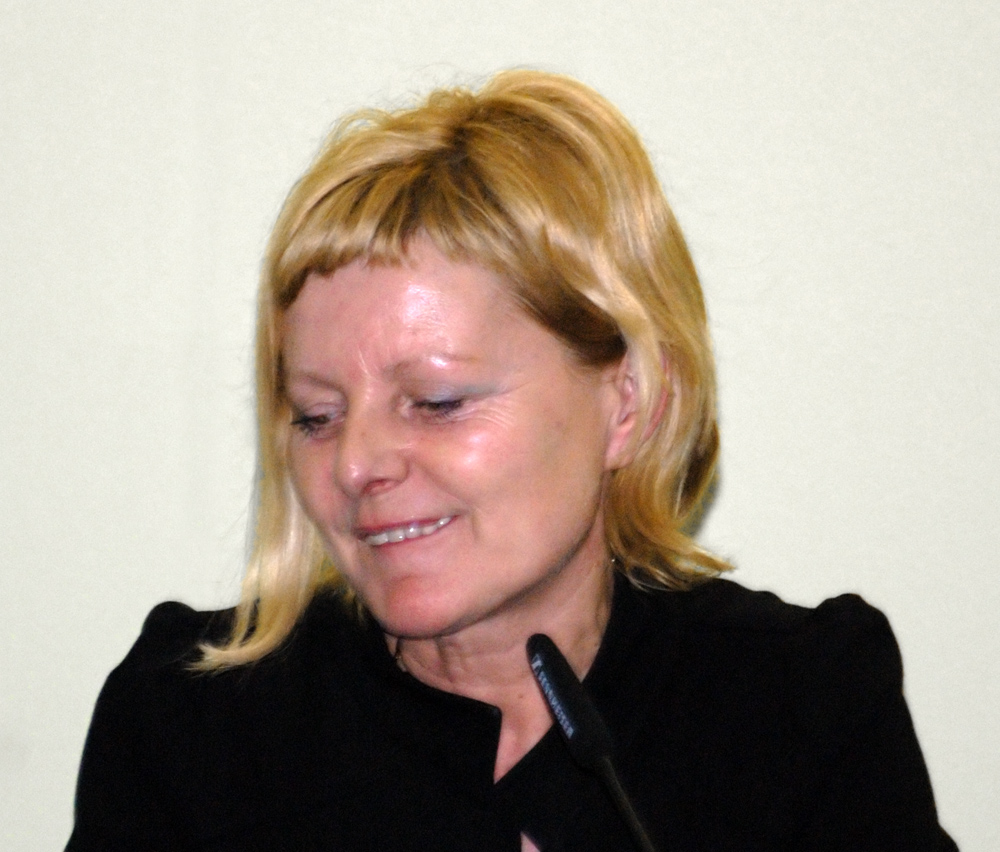
Cornelia Schleime 2008

Obwohl Cornelia Schleime nicht nur mit Zwitschermaschine, sondern auch durch ihre Filmproduktionen versuchte, das MfS zu reizen und eine Ausreisegenehmigung zu erzwingen, konnte sie erst 1984 nach der Androhung eines Hungerstreiks und einem Telefonat mit Ralf Kerbach, das vom MfS abgehört wurde, ausreisen. In diesem Sinne war auch ihre Mitgliedschaft bei Zwitschermaschine nur eine Teilstation zur Ausreise.

„Ich dachte immer, wenn wir dieses Zeug machen, treibt es meine Ausreise weiter voran, denn ich stellte ja etliche Anträge. Mich wunderte nur, wie glatt alles lief. Aber vielleicht hatten wir dies ja Anderson zu verdanken, von dem wir damals nicht wussten, dass er als IM auf uns angesetzt war.“

Dass ein damaliger bester Freund sie jahrelang für das MfS bespitzelt hatte, erfuhr sie erst bei der Einsicht in ihre Akten 1991 in der „Gauck-Behörde“. Ihrer Aussage nach gab ihr dieses jahrelange ungewollte „Entkleiden“ wenigstens die Fähigkeit, ein „offenes Verhältnis“ zum Leben zu entwickeln. Ihre Geschichte mit Anderson verarbeitete sie 2008 in dem Roman Weit fort.

## Einfluss und Wirkung
Bis zur Friedlichen Revolution 1989 war die Split-LP eines der vier Alben, die über den Eisernen Vorhang kamen, und eines der wenigen Beispiele für den musikalischen Underground und Widerstand in der DDR. Die drei anderen – wenn auch nicht ganz so einflussreichen – LPs waren das Album Made in the GDR von L’Attentat, die Kompilation Live in Paradise (1985) und die LP panem et circensis (1986) der Weimarer Punkband Der Rest (KG Rest). Erst Jahre später wurden „die anderen Bands“, wie Die Skeptiker, Müllstation und Feeling B bekannt. Dies lag vor allem daran, dass die meisten Bands über keine Einstufung als Musiker verfügten, somit keine Spielerlaubnis bekamen und auch keine Möglichkeit, ihre Lieder auf Tonträgern zu veröffentlichen.
Für das Tonträgermonopol des Staates bedeutete die LP einen Affront. Die Veröffentlichung des Albums zeigte, dass trotz großer technischer Einschränkungen und eines rigiden Umgangs mit den Musikern im Osten eine Gegenbewegung möglich war. Abseits vom Plattenlabel Amiga etablierte sich eine Kassettenkultur mit einigen Aufnahmen, die weitergereicht und verkauft wurden. Das Tape-Trading war eine Möglichkeit, die staatlichen Repressionen zu umgehen und die Musik einer breiteren Masse zugänglich zu machen.
Einzelne Titel der B-Seite wurden 1988 in der von DDR-Oppositionellen gestalteten Sendung Radio Glasnost des West-Berliner Alternativsenders Radio 100 ausgestrahlt.
Obwohl DDR von unten nie offiziell in der DDR veröffentlicht wurde, verbreitete sich die Platte über den Kassettenmarkt. Dabei interessierte die Punks der DDR allerdings fast ausschließlich die Seite der Sau-Kerle. War es doch längst kein Geheimnis mehr, dass sich dahinter die Erfurter Band Schleim-Keim verbarg. Somit steigerte sich der Bekanntheitsgrad von Schleim-Keim in der ostdeutschen Punkszene immens. Etwa 1991 wurde Schleim-Keim auch im wiedervereinigten Deutschland ein Begriff. Dahingegen stieß Zwitschermaschine auf beiden Seiten auf wenig Gegenliebe. In einem Interview im Ox vom August/September 2007 bestätigte Cornelia Schleime den Eindruck, dass es sich bei Dieter „Otze“ Ehrlich um den „einzigen Punkrock-Star in der DDR“ handele:

„Aus dem Bauch heraus sehe ich das genauso. So richtig gut kannten wir sie am Anfang nicht, aber da wir so gegensätzlich waren, waren wir dann doch von einander angezogen. (…) Zirkelten wir im Intellektuellen, rasten sie drauf los. Sie waren unglaublich echt und ganz sympathische Kerle. Auch waren sie nicht eitel, denn es ging ihnen einzig und allein um die Musik. Eitelkeiten waren sonst bei allen übrigen Bands zu beobachten. Die SCHLEIM-KEIMs haben wirklich mit dem Hammer aus der DDR-Flagge die Sichel zerkloppt.“